# 샤를 데스피오
샤를 데스피오(Charles Despiau, 1874년 11월 4일 ~ 1946년 10월 30일)는 프랑스의 조각가이다.
프랑스 남부 몽드마르상(Mont-de-Marsan) 태생으로 파리의 공예 학교와 미술 학교를 다녔다. 1907년 살롱에 작품을 출품하여 오귀스트 로댕에게 인정을 받고 사사를 하였다. 로댕의 자연 존중의 태도를 이어받아, 고전적 형식미를 형태 안에 지니게 함으로써 조각적 존재 가치를 높여, 현대 프랑스 조각계의 대표자가 되었다.
그는 사람 몸의 구조보다도 얼굴에 나타나는 정신성에 흥미를 가지고 을 발표한 이후 뛰어난 초상 조각 작품을 많이 제작했다. 그의 부드럽고 섬세한 수법은 아리스티드 마이욜·앙투안 부르델의 조각과 함께 현대 프랑스 조각의 대표작으로 꼽힌다. 작품에 〈앙투아네트〉가 있다.